# Sosa (municipalité)
Pour les articles homonymes, voir Sosa.
Sosa est l'une des douze municipalités de l'État de Barinas au Venezuela. Son chef-lieu est Ciudad de Nutrias. En 2011, la population s'élève à 24 142 habitants.

## Géographie

### Subdivisions
La municipalité est divisée en cinq paroisses civiles avec, chacune à sa tête, une capitale (entre parenthèses) : 
- Ciudad de Nutrias (Ciudad de Nutrias) ;
- El Regalo (El Regalo) ;
- Puerto de Nutrias (Puerto de Nutrias) ;
- Santa Catalina (Santa Catalina) ;
- Simón Bolívar (Las Casitas del Vegón de Nutrias).